# تیم ملی فوتسال اسکاتلند
تیم ملی فوتسال اسکاتلند  نماینده اسکاتلند در مسابقات بین‌المللی فوتسال و یکی از تیم‌های فوتسال اروپا است.
براساس رده‌بندی فیفا تیم فوتسال اسکاتلند جایگاه ١٠٢ را در بین تیم‌های ملی فوتسال جهان دارد.